# Matrix (film)
Matrix (v anglickém originále The Matrix) je kultovní sci-fi film z roku 1999. Je prvním z filmové série Matrix, napsané a režírované sourozenci Wachowskými. V hlavních rolích se představili Keanu Reeves, Laurence Fishburne, Carrie-Anne Mossová a Hugo Weaving. Přímé pokračování, Matrix Reloaded, mělo premiéru v květnu 2003.
Film popisuje svět v Matrixu, rozsáhlé počítačové simulaci, na který jsou připojeni lidé, žijící v něm svůj virtuální život. Tito lidé, jejichž mozek je do Matrixu napojen, si neuvědomují, že nežijí skutečný život a že je jim do mozku promítána virtuální realita. Jsou takto nevědomky využíváni stroji s umělou inteligencí, které převzaly dominanci na planetě. Tyto stroje tedy de facto chovají lidstvo pro energii z lidských těl, díky níž fungují.
Ve snímku lze nalézt mnoho odkazů jak na různé filozofické a náboženské myšlenky, tak na hackerskou a kyberpunkovou subkulturu. Film proslul také díky svému vynikajícímu zpracování soubojů v hongkongském stylu a inspirací v japonském anime.
Film vznikl za spolupráce studií Warner Bros. a Village Roadshow Pictures. Byl natáčen zejména v australském Sydney.

## Příběh
Programátor jménem Thomas A. Anderson (Keanu Reeves) vede tajně druhý život jako obávaný hacker Neo. Série podivných událostí jej přivádí až k setkání se skupinou lidí vedenou Morpheem (Laurence Fishburne), který mu nabízí možnost zjistit, co skutečně je onen Matrix. Neo je vytažen z falešné reality do reálného zničeného světa, kde se nepíše rok 1999 (tento rok je v umělém Matrixu), nýbrž 2199 (Morpheus si tímto není jistý; informace z třetího dílu toto nepřímo vyvracejí).
Lidstvo vede válku s inteligentními stroji, které samo vytvořilo. Po dlouhých bojích se lidé rozhodli zaclonit oblohu a odříznout tak stroje od zdroje sluneční energie. Stroje reagovaly zotročením lidí a začaly je uzavírat do schránek, kde je jim do mozku promítána umělá realita – Matrix – iluzorní svět zobrazující lidskou společnost na vrcholu roku 1999, v němž lidé zdánlivě žijí své životy; ve skutečnosti jsou ale drženi na umělé výživě a jejich kinetická, elektromagnetická a tepelná energie je využívána jako zdroj pro stroje. Velkochovem lidí stroje získaly nevyčerpatelný, nekonečně se množící zdroj energie.
Morpheus stojí v čele organizované ozbrojené skupiny, která probouzí vybrané lidi a odpojuje je z Matrixu. Morpheus odpojuje Nea, protože pevně věří, že právě on je „Vyvolený“, jehož příchod, předpovězený „Vědmou“ má přinést zkázu Matrixu a svobodu pro lidstvo. Vyvolený prý dokáže Matrix ovládat a podřídit si jej. Neo samotný je zpočátku skeptický, ale Morpheus jej s neotřesitelným přesvědčením učí, jak si přisvojit a překročit pravidla umělého světa – porušovat fyzikální zákony. Matrix zevnitř hlídají programy strojů, agenti, kteří jsou nadpřirozeně silní, ovládají bojová umění a další superschopnosti. Neo se po probuzení více sbližuje a prohlubuje vztah s Trinity (Carrie-Anne Mossová).
Neo se setkává s „Vědmou“ (Gloria Fosterová), která dostává svému jménu a představuje mu jeho budoucnost. Krátce poté skupinu zradí Cypher (Joe Pantoliano), který dává přednost pohodlnému nevědomému životu zpátky v Matrixu. Morpheus je chycen agenty, kteří se z něj vymýváním mozku snaží dostat přístupové kódy k Sionu, poslednímu lidskému městu. V souladu s předpovědí se Neo rozhoduje Morphea zachránit, společně s Trinity se vrací do Matrixu a vysvobodí Morphea z držení agentů a vojáků. Morpheovi a Trinity se podaří uniknout „východem“ – k odpojení z Matrixu používají telefony. Neo je ale donucen postavit se Smithovi, vedoucímu agentovi. Porazí jej, ale agenti se mohou znovu vtělit do kterékoli osoby v Matrixu.
Neo tedy utíká pronásledován agenty ve snaze najít jiný východ. Je ale dostižen Smithem, několikrát střelen do hrudi a zdá se být mrtev. V tuto chvíli ale Trinity, stojící u jeho reálného těla a neschopná připustit jeho smrt, políbí jeho rty a šeptá mu o své víře v jeho moc a lásku, kterou jí předpověděla „Vědma“; na pokraji smrti si Neo uvědomuje pravdu a jeho mozek rozpoznává nereálnou a jen umělou smrt. Plně pochopí pravidla Matrixu a znovu v něm ožívá. Nyní, už jako „Vyvolený“, bez námahy zničí agenty. V závěrečném epilogu jim slibuje, že povede boj proti nim za osvobození lidí z otroctví.

## Obsazení
| Keanu Reeves        | Neo         |
| Laurence Fishburne  | Morpheus    |
| Carrie-Anne Mossová | Trinity     |
| Hugo Weaving        | Agent Smith |
| Julian Arahanga     | Apoc        |
| Marcus Chong        | Tank        |
| Matt Doran          | Mouse       |
| Gloria Fosterová    | Vědma       |
| Paul Goddard        | Agent Brown |
| Belinda McClory     | Switch      |
| Joe Pantoliano      | Cypher      |
| Anthony Ray Parker  | Dozer       |
| Robert Taylor       | Agent Jones |

## SérieMatrix
Matrix vydělal 171 milionů dolarů jen v USA a 460 milionů celosvětově. Příliš se neočekávalo, že si takto nevšední film získá davy, ale stalo se. Tento nečekaný úspěch vedl k natočení dalších dvou dílů: Matrix Reloaded a Matrix Revolutions. Podle Wachowských ale byla trilogie zamýšlena již od začátku. Trvalo mnoho let, kdy se vytvářel a znovu přepisoval scénář, než se oba filmy začaly současně točit, aby daly dohromady v podstatě jednolitý příběh uměle rozdělený na dvě části, které měly premiéru půl roku od sebe. Mnoho lidí se shoduje, že pokračování nedosahuje kvalit ani koncepční hloubky prvního dílu; na internetových stránkách se o tom stále vedou debaty.[zdroj?]
Po osmnácti letech od základní trilogie byl natočen čtvrtý díl s titulem Matrix Resurrections, jehož premiéra je plánována na prosinec 2021. Ačkoliv se režie ujmula už jen jedna ze sester Wachowských, Lana, na scénáři s ní pracovali též Alexandar Hemon a David Mitchell. Své role pro tento film si zopakovali někteří herci a herečky z původního obsazení.
Vydán byl také Animatrix, sbírka devíti animovaných povídek v japonském kreslířském stylu anime, který výrazně ovlivnil autory filmové trilogie. Sourozenci Wachowští sice na tento projekt dohlíželi, ale napsali pouze čtyři z těchto příběhů a žádný nerežírovali; sezvali totiž významné osobnosti ze světa kreslené animace a nechalyi jim relativně volnou ruku, aby přenesly své vize na papír. Každý příběh je nakreslen zcela odlišným způsobem a vypráví o něčem jiném, všechny ale dokreslují příběh Matrixu a jeho svět jako takový. Čtyři části byly vydané na oficiální stránce série, jeden díl byl promítán spolu s filmem od Warner Bros Dreamcatcher, ostatní byly poprvé k vidění až po vydání samostatného DVD Animatrix.
Se sérií je spjata trojice počítačových her: Enter the Matrix (2003), zobrazující události spojené s filmem, s obsahem krátkých hraných filmů, natočených přímo pro hru; The Matrix Online (2004), MMORPG s příběhem navazujícím na děj Matrix Revolutions, a The Matrix: Path of Neo (2005), která se zaměřuje na Vyvoleného a situace, ve kterých se ocitá během trilogie.
Na webových stránkách je zdarma k dispozici velké množství komiksů odehrávajících se ve světě Matrixu nakreslených různými osobnostmi z komiksového průmyslu. Některé také vyšly v jednom ze dvou tištěných vydání.

## SvětMatrixua skryté významy
Ve filmu se nachází početné množství odkazů na historická a literární díla včetně Platónova dialogu Ústava, Alenky v říši divů, Orwellův román 1984, židovsko-křesťanskou představu o mesiášství, indickou filosofii (Matrix: májá), buddhismus, gnosticismus, ale také třeba díla jako Ghost in the Shell od japonského režiséra Mamoru Ošiiho, Naušika z Větrného údolí od Hajao Mijazakiho, či příběhy od Williama Forda Gibsona, zejména Neuromancer.
Komiksová série The Invisibles od Granta Morrisona zcela jistě ovlivnila trilogii Matrix, jak vyplývá z tematické a výtvarné podobnosti. Morrison tvrdí, že Wachowští jeho dílo okopírovali.[zdroj?]
V této části článku se nachází popis fiktivní postapokalyptické budoucnosti.

### Historie
V 21. století byla sestrojena první umělá inteligence. Zpočátku žili lidé s roboty v míru, avšak jak začala válka (někdy roku 2090), tak lidé nechali zčernat nebe, aby roboti neměli zdroj energie. Ti si však zdroj našli v podobě transportu biologické elektřiny z těl živých lidí do svých baterií a Města strojů. Tedy roboti si doslova pěstují lidi. K zastírání skutečnosti slouží program virtuální reality Matrix, který byl původně vymyšlen jako svět, kde na nikom nebylo pácháno příkoří. V simulovaném roce 2199 je v provozu už jeho šestá verze. Poslední zbytky svobodných lidí se usadily v městě Siónu u zemského jádra.

### Skutečný svět
Poté, co lidé nechali zčernat nebe, čímž znemožnili sluneční reakce na zemi, tak roboti vyhnali člověka z povrchu zemského a bývalá velkoměsta začala chátrat. Roboti se stali pány tvorstva. Je zde také hodně scén, kdy vznášedlo letí starým kanalizačním systémem o průměru asi patnáct metrů. Tyto stoky vedoucí vodorovně i svisle jsou spojnicemi mezi nehostinným, temně pustým zemským povrchem (s Městem strojů) a pohostinnou poslední základnou lidstva, městem Siónem.

#### Sión
Toto podzemní město je největším lidským městem a ukrývají se zde poslední zbytky kdysi většinou svobodného lidstva. Je vykutáno několik desítek kilometrů pod zemí a tak se zde stále drží teplo od zemského jádra. Město se skládá z několika částí: Chrámu, Doků, velitelství, poradního sálu, několika moderních samostřílen a také Technického podlaží.
Dle lidí byl Sion vybudován krátce po propuknutí války, v níž stroje razantně vyhrávaly, a to jako prostředek poslední záchrany civilizace před mechanizovanou hrozbou. Avšak dle Architekta z druhého dílu je to trochu komplikovanější; Sion je jen součástí Primárního programu – programu důležitého pro samotný chod Matrixu. Jednou za nějaký čas dojde k opakování pravidelného cyklu – stroje zcela vyhladí celý Sion, přičemž Vyvolený (anomální program na základě neodstranitelné nerovnice) později odpojí několik lidí (16 žen a 7 mužů) z Matrixu, kteří Sion opět obnoví, a to aniž by jakkoliv věděli o předchozích vyhlazovacích cyklech. Takto se celý cyklus pravidelně opakuje, bez nějž by Matrix nefungoval (Sion slouží jako útočiště pro ty, jejichž mozky se napojení na Matrix brání, tedy hrozba pro samotný chod Matrixu. Sice tito lidé tvoří jen 1 %, nicméně stále pro stroje a jejich propracovaný systém tvoří hrozbu).

##### Chrám
Je to velká, klenutá, krápníková jeskyně, ve které žhnou nepřetržitě pochodně, které ji zahřívají. Vstup do Chrámu vypadá poněkud goticky, i když tuto gotiku hyzdí kabely (všudypřítomné). Jsou zde prováděny modlitby, bývají zde taneční zábavy a lid se zde schovává v případě nebezpečí i jindy.

##### Doky
Zde parkují lodě (elektrovznášedla), vjíždí se sem mohutnými bránami, jsou tady také řídící věže, virtuální dispečinky a automatické samopalné věže. Aby toho nebylo málo, tak zde jsou i některá velitelství a stávají zde mechové. V docích je také velké množství kolejí.

##### Poradní sál
Jako jediná místnost zde nemá prakticky žádné kabely. Je to klenutý dóm, něco mezi americkým Kapitolem, barokními katedrálami a klasicistními budovami, avšak notně šedivější. Zasedá zde rada a také zástupci stavů.

##### Svislápromenáda
Je to soubor podlaží, s velkou kruhovou dírou uprostřed. V některých patrech jsou byty, někde zase výroba potravin. Osvěcují je staré velké trojžárovky, které se na noc zhasínají a za ně nastupují úsporná modrá světla, která dělají 3D efekt noční oblohy. Aby se však mohli lidé dopravit mezi podlažími, slouží jim k tomu několik výtahů.

##### Technické podlaží
Technické podlaží je ze všech nejznámější především proto, že se zde nacházejí zařízení na podporu života, například k recyklaci vody a výrobě elektřiny z tepla. Jinak je víceméně bez dozoru.

### Vyhledávací program
V první scéně vidíme na černé obrazovce zelený blikající kurzor. V této první metafoře je skryt nejhlubší význam celého filmu – živoucí stroj, dualita mezi člověkem a umělou inteligencí. Ve scénáři z roku 1996 přirovnávají Wachowští onen blikající kurzor k bijícímu srdci.

### Zrcadla a hudba
Zrcadla se ve filmu objevují velmi často: odlesk červené a modré pilulky v Morpheových brýlích, chycení Nea je sledováno zpětným zrcátkem na Trinitině motorce, odraz zakolísá, když je lžíce ohýbána, odraz prolétající helikoptéry na mrakodrapu. Film také často zmiňuje Alenku v říši divů, jejíž pokračování nese název Alenka v zemi za zrcadlem (Through the Looking-Glass). Například text Alenky v říši divů začíná tím, že Alenka pronásleduje bílého králíka a spadne do králičí nory, kterou se dostane do říše divů, podobně v jedné z úvodních scén Matrixu je Neo vyzván nápisem na počítači, aby následoval bílého králíka.
Hudební skladatel Don Davis se také zaměřil na tento motiv reflexe, když tvořil soundtrack. Pracoval se sekcemi orchestru a pokoušel se zakomponovat protichůdné prvky. Použil orchestr a symfonii k reprezentaci lidí a syntetizéry pro stroje.

### Jména
V celé sérii Matrix jména často souvisejí s významem postav v ději
- Neo znamená nový a je to zároveň anagram od One čili Vyvolený. Toto slovo se skládá ze tří znaků, stejně jako celé jméno ze tří slov. Trojka nese plno různých významů skrz celý příběh. Jedna dělená třemi se rovná 0,33 až do nekonečna. Tato operace nemůže být udělána stroji bez umělého zastavení nebo zaokrouhlení. Poukazuje se také na fakt, že je zároveň Neo a zároveň zkáza Matrixu. Jeho celé jméno Thomas A. Anderson má spousty dalších náboženských, filozofických a jiných významů
- Trinity znamená trojice (odkaz na Nejsvětější Trojici)
- Morpheus v řečtině znamená ten, co se hýbe, mění tvar. Také je to řecký bůh snění a snů. Je to on, kdo Nea probudí
- Cypher se od zbytku posádky podstatně liší v několika směrech. Když Morpheus představoval nového společníka, byl jediný, kdo promluvil. Jeho jméno vychází ze jména Lucifer, Satan. Jeho jméno také znamená Jidáš. Později zradí své přátele a většinu z nich zabije. V angličtině se slovy cypher rovněž označuje „šifra“, což reflektuje fakt, že Cypher po celou dobu příběhu skrývá svůj skutečný záměr
- Smith, Jones a Brown jsou nejčastější americká příjmení, což poukazuje na bezidentickou povahu agentů

K těmto i k mnohým dalším jménům existuje řada dalších výkladů.

### Barvy
Při budování kulis pro scény uvnitř Matrixu bylo použito určitých vzorců a osnov, aby byla navozena atmosféra odtažité a chladné vypočítavosti tohoto umělého světa. Ve scénách reálného světa je kladen důraz na modré odstíny, kdežto v Matrixu na zelenou, barvu stékajícího kódu Matrixu. Zelená byla použita záměrně, aby podtrhovala spojitost této barvy a počítačů, díky starým monochromatickým monitorům. Také při použití zvláštních efektů se scény z reálného světa točily na modrém pozadí a ty z Matrixu na zeleném.
Kabeláž v Nabuchadnezzaru má červenou a modrou barvu, aby připomínala schematické zobrazení krevního oběhu. Dává se tak najevo, že loď je žijící věc, což dává posádce šanci na přežití. Potřebuje ale také milující péči od všech jejích členů, takže ji neustále opravují, čistí a starají se o ni, což připomíná symbiotický vztah mezi dvěma entitami. Jedna nemůže žít bez druhé, typické pro Matrix.

## Ocenění a nominace
Matrix získal Oscary za střih, zvukové efekty, vizuální efekty a zvuk. Navíc film získal tato ocenění téhož roku, kdy měly premiéru Star Wars: Epizoda I – Skrytá hrozba, čímž se z něj stal první film, který získal Oscara za speciální efekty v konkurenci filmu ze série Hvězdných válek.